# Розуменко Артем Олександрович
Арте́м Олекса́ндрович Розуме́нко (24 березня 1995 — 29 серпня 2014) — солдат Збройних сил України, учасник російсько-української війни.

## Короткий життєпис
Народився 1995 року в селі Оріхівка (Лубенський район, Полтавська область). Закінчив Оріхівську ЗОШ. З 25 жовтня 2013 року служив за контрактом кулеметником 3-го батальйону 92-ї ОМБр.
19 липня 2014 року добровольцем пішов на фронт, номер обслуги гранатометного відділення гранатометного взводу механізованого батальйону, 17-та окрема танкова бригада.
Загинув під час виходу з оточення під Іловайськом «зеленим коридором» на дорозі в районі села Новокатеринівка. 18 вересня 2014 року тіло Артема знайшла пошукова група Місії «Евакуація-200» («Чорний тюльпан») — у полі поміж селами Горбатенко та Новокатеринівка й привезла в Запоріжжя.
Ідентифікований за експертизою ДНК, похований 27 січня 2015 року в селі Оріхівка.
Залишилися батьки Сніжана Миколаївна та Олександр Володимирович.

## Нагороди та вшанування
За особисту мужність і героїзм, виявлені у захисті державного суверенітету та територіальної цілісності України, вірність військовій присязі під час російсько-української війни, відзначений — нагороджений
- 16 січня 2016 року — орденом «За мужність» III ступеня (посмертно)[1]
- 29 серпня 2015 року в Оріхівській ЗОШ відкрито меморіальну дошку випускнику Артему Розуменку
- Його портрет розміщений на меморіалі «Стіна пам'яті полеглих за Україну» у Києві: секція 3, ряд 6, місце 25
- Вшановується 29 серпня на щоденному ранковому церемоніалі вшанування українських захисників, які загинули цього дня в різні роки внаслідок російської збройної агресії[2]
- Іловайський Хрест (посмертно)
- занесений до Книги Пошани Полтавської обласної ради[3]